# Río Grande de Buba
Pour les articles homonymes, voir Buba.
Le Río Grande de Buba ou rivière Buba est un estuaire situé en Guinée-Bissau, dans la région de Quinara. Extrêmement ramifié, il présente des caractéristiques hydrologiques particulières, notamment en termes de marée, les plus importantes d'Afrique occidentale. Abritant un écosystème riche, il est partiellement protégé.

## Géographie

### Formation
L'importance de l'estuaire de Buba, alors qu'aucun cours d'eau notable ne s'y jette, s'explique par son histoire. Le Río Grande est en effet l'ancien exutoire du Rio Corubal, avant que celui-ci ne soit capté par le Rio Geba.
Les vasières doivent leur formation à l'agitation provoquée par la houle du nord qui crée des flèches littorales sableuses dont la progression se fait depuis le nord vers le sud ; ces flèches tendent à fermer les embouchures. Les vasières, retenues par ces cordons sableux, sont localisées en amont, le long des fleuves et affluents, dans la partie la plus régulièrement inondée, soit la slikke. Les sédiments formant ces vasières sont des sables fins, des débris de matière organique, des dépôts argileux plus ou moins calcaires.
En amont des vasières se forment les tannes, sur l'espace du schorre, dont la couverture par la marée est exceptionnelle. Ces espaces ne présentent généralement pas de couvert végétal, du fait d'une salinité très importante, sauf dans la partie la plus haute. Ces tannes sont d'anciennes vasières dont la submersion se raréfie. La couverture herbacée marque la limite des marées d'équinoxe.

### Hydrologie
Les marées sont très importantes dans le Río Grande de Buba, même en comparaison des marées déjà plus marquées en Guinée-Bissau que dans le reste de l'Afrique occidentale. Un marnage de 6,42 mètres est observée en tête d'estuaire à Buba.

### Climat
Le climat de la région de l'estuaire est influencé par le Courant des Canaries — froid — ainsi que par celui — chaud — de Guinée. La résultante est un climat très humide dont les précipitations annuelles dépassent 2 000 voire 2 500 millimètres,.

### Démographie
La région entourant l'estuaire est une de celles connaissant la plus forte croissance démographique en Guinée-Bissau. Ainsi, en 1979, la densité humaine n'est que de 9,6 habitants par kilomètre carré, mais dix ans plus tard cette densité a augmenté de 137 %.

## Écologie

### Substrat
Globalement, sur la période 1973-2018, les vasières sont en forte augmentation dans tout l'estuaire. C'est la seule zone du littoral bisso-casamancien qui soit aussi uniformément en croissance.

### Flore
Les rives de la rivière Buba sont couvertes de mangrove, principalement de palétuviers, qui couvraient au milieu des années 1980 presque un cinquième des terres émergées ou semi-immergées,. La mangrove se développe sur toute la zone de marnage et en marque la limite.
Le Río Grande de Buba marque la limite nord-ouest des forêts denses sèches. Dans l'arrière-pays du Río Grande de Buba, la forêt claire — composée d'une strate arborée moyenne à haute et d'une strate arbustive — alterne avec la forêt dense — dans laquelle la formation végétale arborée est continue — ; la végétation herbacée est peu présente dans la région.
À titre d'exemple, la région de Quinara présentait en l'an 2000 une couverture arborée à 61 %, soit 1 800 kilomètres carrés sur 2 960 ; en revanche, seuls 74 kilomètres carrés, soit 4,1 % de cette forêt, était à cette date constitué de forêt primaire. 

La végétation sur les côtes du Río Grande de Buba
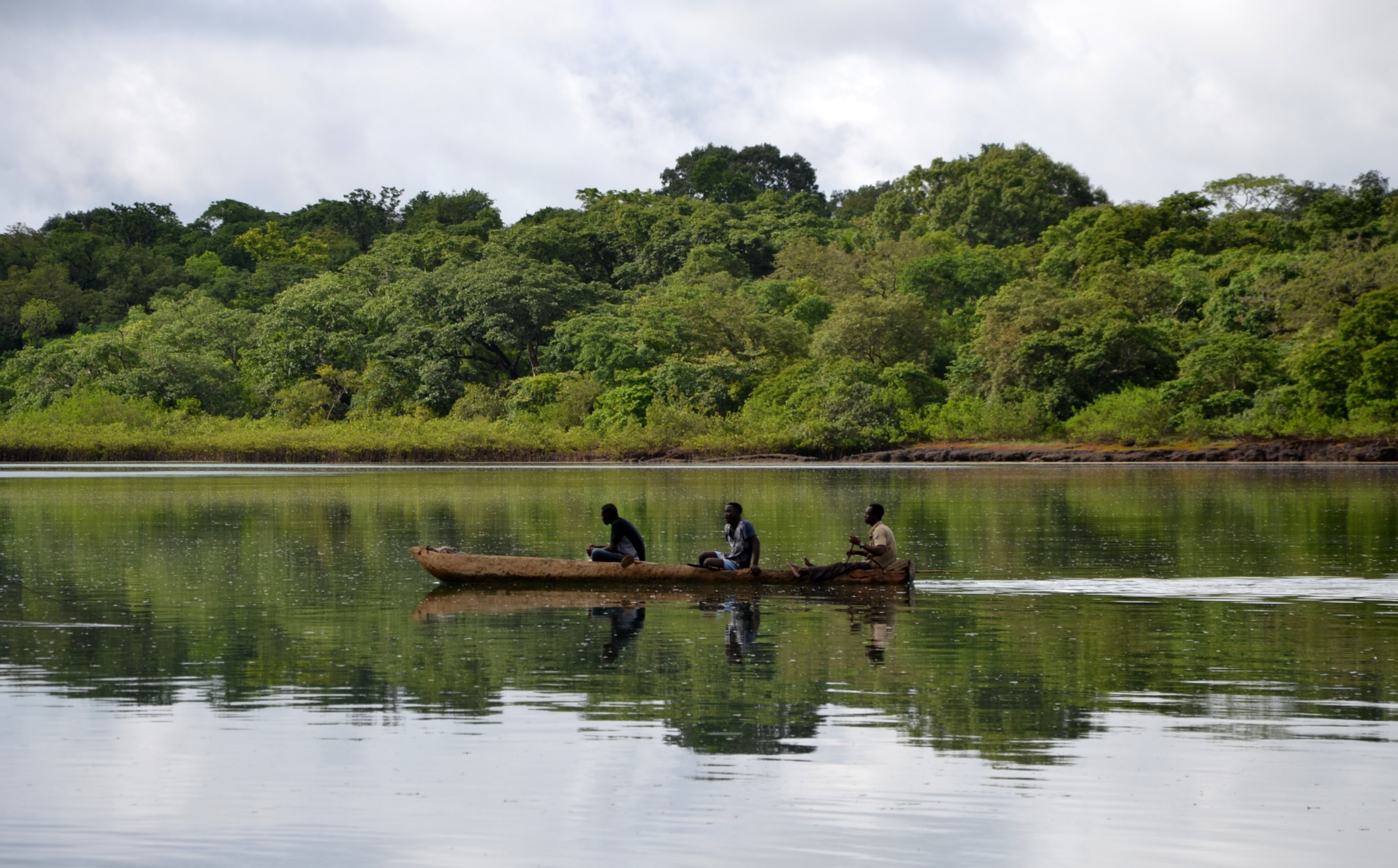
La forêt tropicale en bord du Río Grande de Buba en juillet 2018.
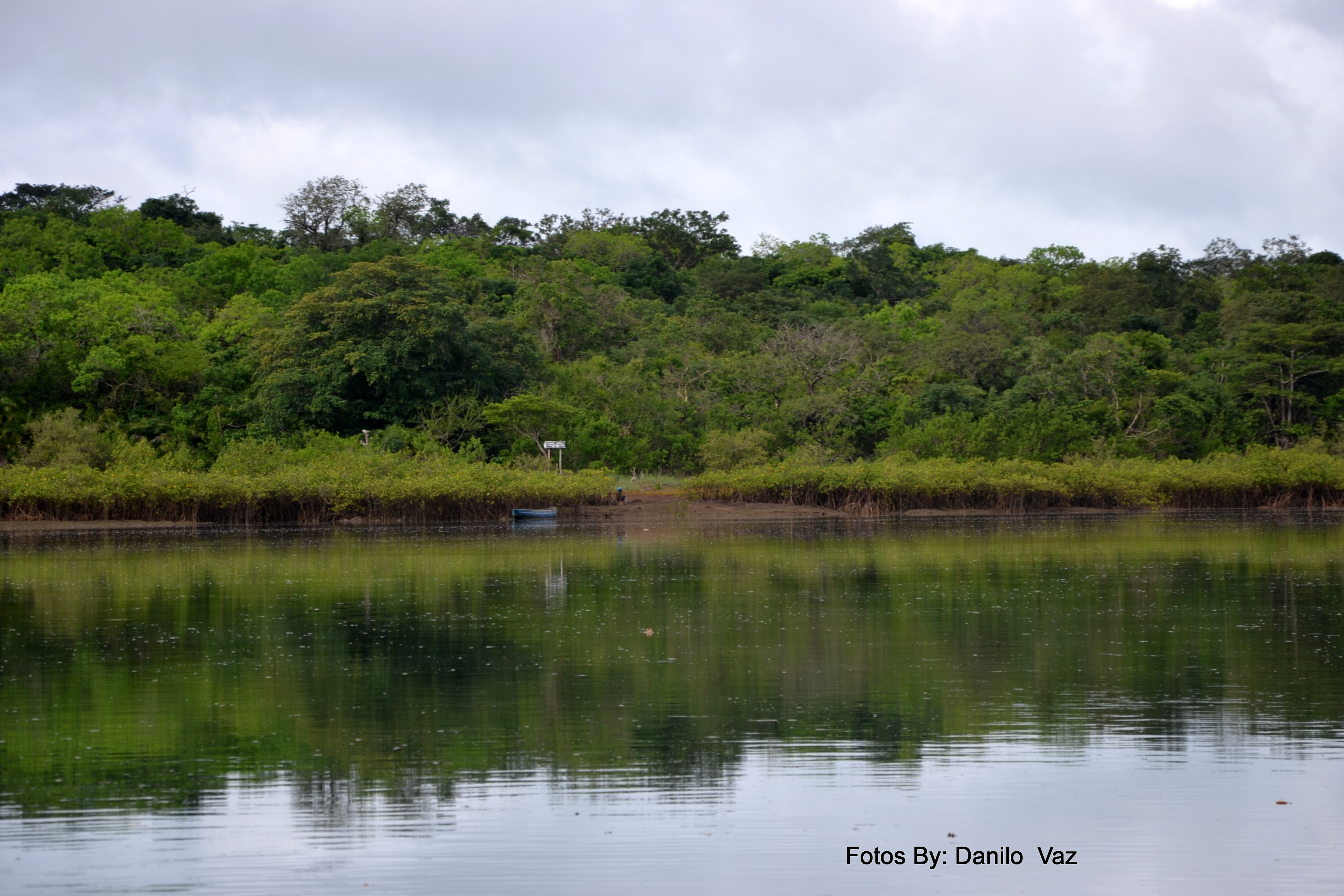
Autre photo de la forêt littorale à la même date.
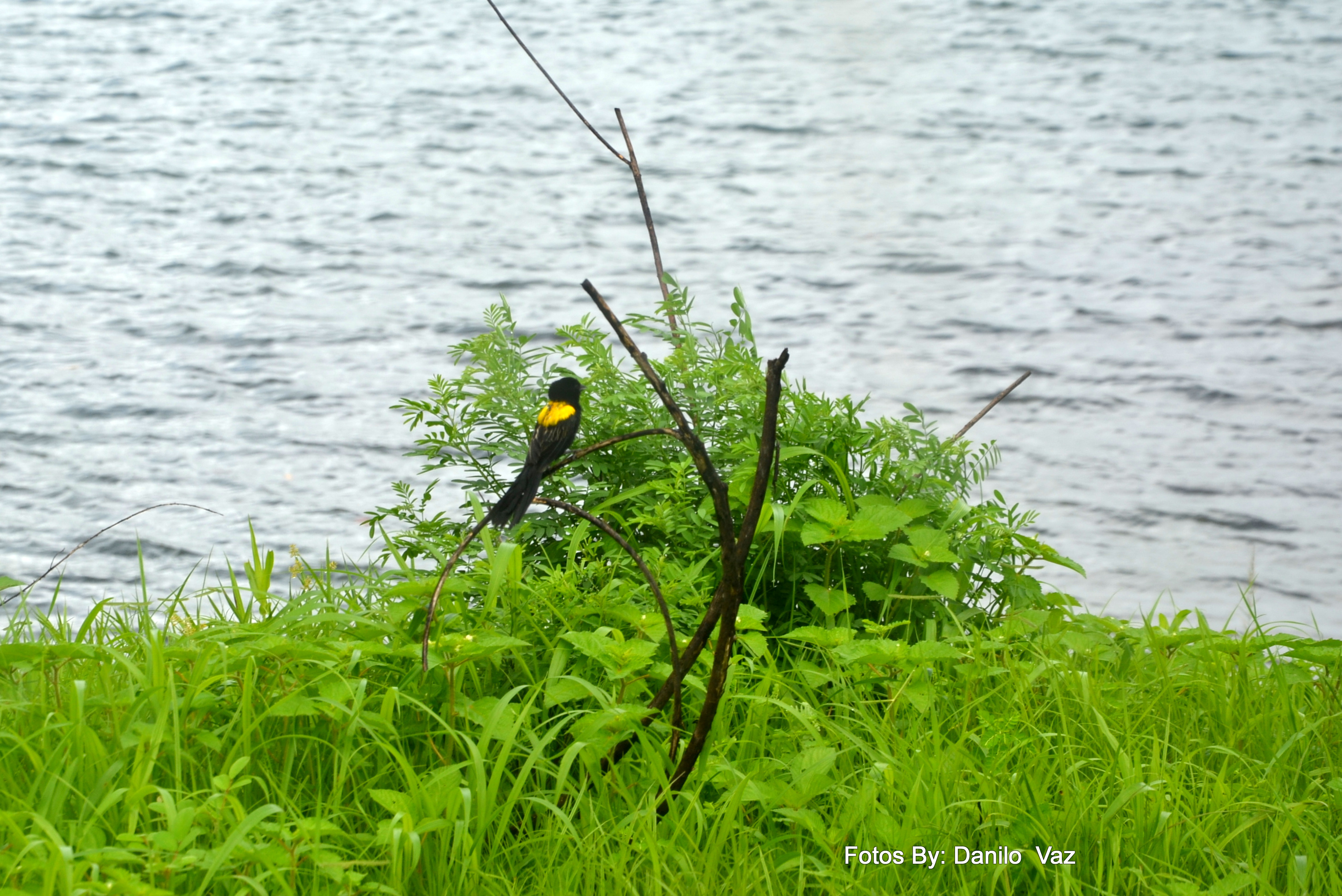
Végétation des bords du cours d'eau.

### Faune
L'estuaire est régulièrement fréquenté par des populations de dauphins à bosse de l'Atlantique et de grands dauphins.

## Protection
En 1989, le Centre canadien d’études et de coopération internationale B. Limoges et M-J. Robillard font au gouvernement bissau-guinéen une proposition d'aménagement d'un parc national qui s'étendrait des rives du Rio Corubal au nord jusqu'à celles du Río Grande de Buba au sud. D'autres propositions similaires émergent, avec une volonté de prolonger vers l'ouest cet éventuel parc. Le Projet de développement intégré de la région de Quinara, porté par les autorités gouvernementales, est plutôt favorable à la création d'une réserve. Le Parc naturel de Lagoas Cufada (en) est créé le 14 mai 1990, ce qui en fait la première zone de protection naturelle créée dans le pays, couvrant 39 098 hectares,.
Entre 2000 et 2020, le couvert forestier de la région de Quinara perd 139 kilomètres carrés de surface, dont 29,6 durant la décennie 2010-2020, ce qui marque un ralentissement de la déforestation ; la perte en forêt primaire humide s'élève sur les deux décennies à 385 hectares. 

## Pêche
La pêche est pratiquée particulièrement en saison des pluies et surtout en partie basse, en direction de l'archipel des Bijagos,.

## Navigation
En octobre 2018, le gouvernement de Guinée-Bissau demande à la Banque africaine de développement un financement afin d'aménager la port de Buba en port minéralier en eau profonde, notamment en vue d'exporter de la bauxite, ce qui constituerait le plus grand projet de génie civil jamais réalisé en Guinée-Bissau,.
En effet, il s'agit de creuser le chenal pour lui donner une profondeur constante de 18 mètres et accueillir simultanément trois navires de 70 000 tonnes, contre un seul navire de 10 000 tonnnes avant les travaux. 

La navigation sur le Río Grande de Buba
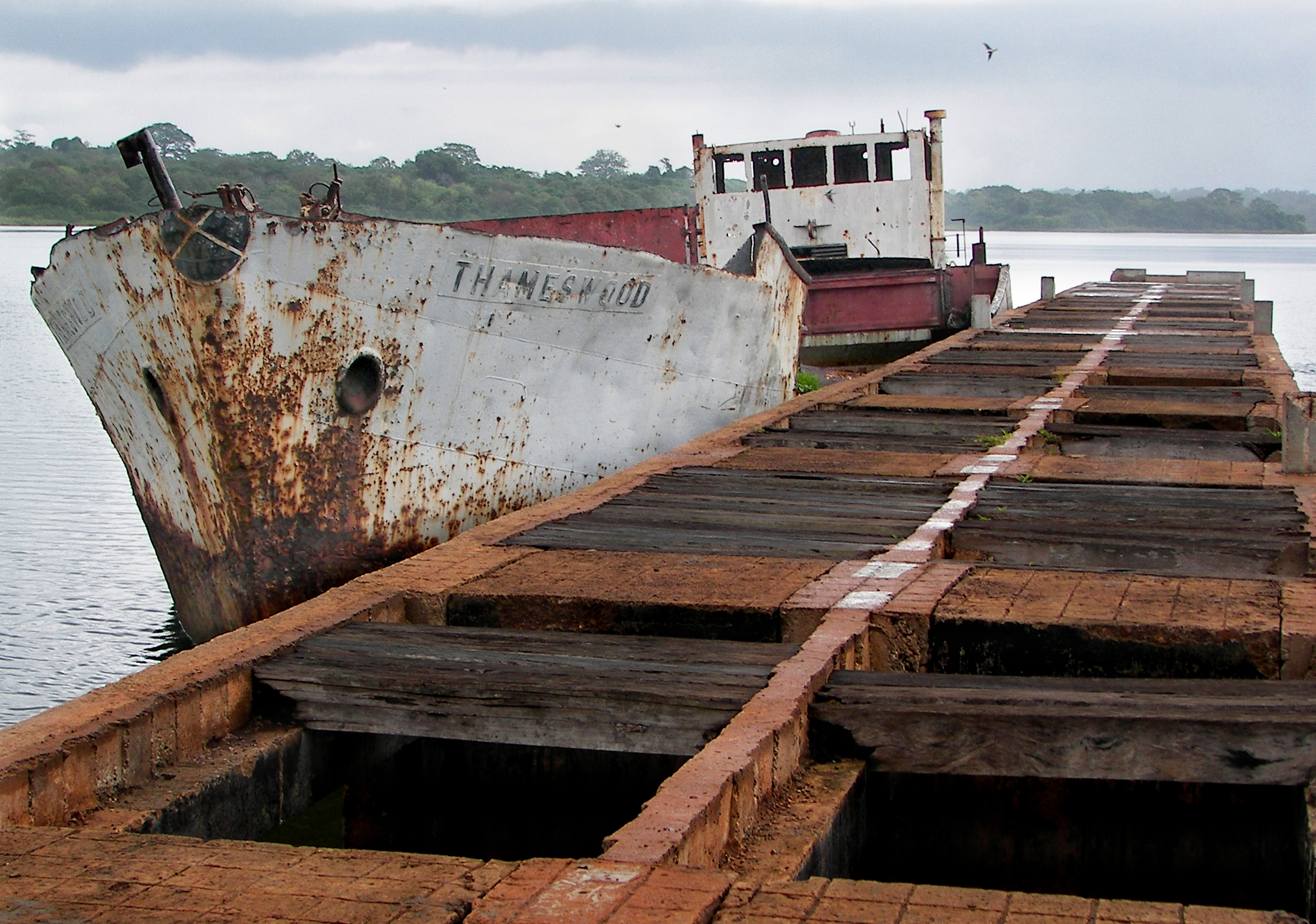
Un bateau amarré dans l'estuaire.
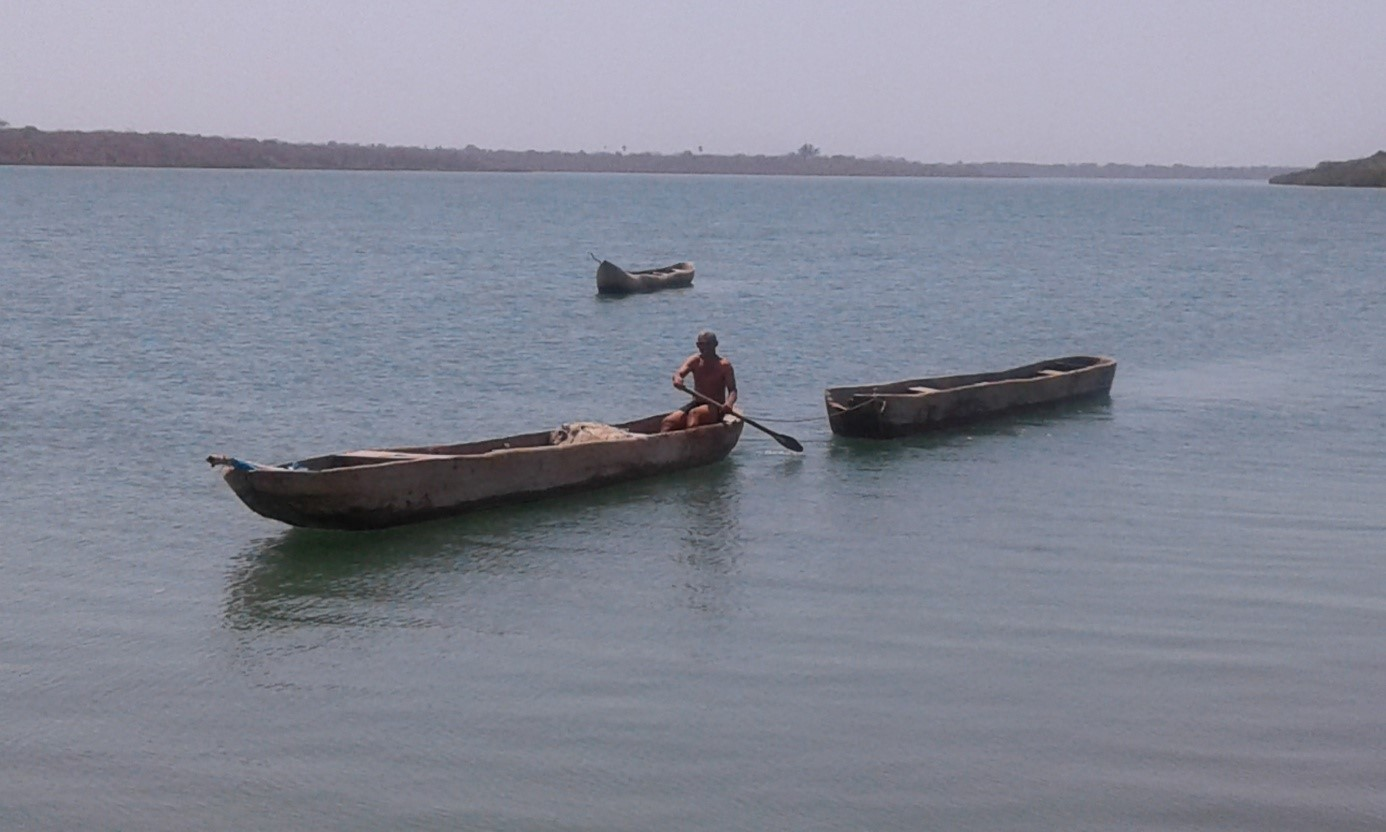
Deux pirogues en 2021 sur le fleuve.